# Cañar (ort)
Cañar är en ort i Ecuador.   Den ligger i provinsen Cañar, i den centrala delen av landet, 260 km söder om huvudstaden Quito. Cañar ligger 3 131 meter över havet och antalet invånare är 9 900.
Terrängen runt Cañar är kuperad åt sydost, men åt nordväst är den bergig. Runt Cañar är det ganska tätbefolkat, med 155 invånare per kvadratkilometer. Det finns inga andra samhällen i närheten. Trakten runt Cañar består i huvudsak av gräsmarker.